# Вилоу Крик (Калифорнија)
Вилоу Крик (енгл. Willow Creek) насељено је место без административног статуса у америчкој савезној држави Калифорнија.

## Демографија
По попису из 2010. године број становника је 1.710, што је 33 (-1,9%) становника мање него 2000. године.
| Група             | 2000.         | 2010.         |
| Белци             | 1.372 (78,7%) | 1.324 (77,4%) |
| Афроамериканци    | 9 (0,5%)      | 6 (0,4%)      |
| Азијати           | 10 (0,6%)     | 14 (0,8%)     |
| Хиспаноамериканци | 97 (5,6%)     | 108 (6,3%)    |
| Укупно            | 1.743         | 1.710         |